# Аквариум (мультфильм)
«Аквариум» — мультипликационный фильм.

## Сюжет
Короткометражный фильм. Главная идея фильма - защита природы.

## О фильме
1984 году в Мурманске, на II Всероссийском фестивале документальных и научных фильмов о защите природы получил диплом жюри и Почетную Грамоту Государственной Комиссии киномотографии РСФСР.
- Первая работа композитора Али Бабаева.
- Техника — совмещение двойной и тройной экспозиции разных фактур

## Создатели
| режиссёр             | Франгиз Курбанова                                         |
| сценарист            | Чингиз Гусейнов                                           |
| художник-постановщик | Франгиз Курбанова                                         |
| художники            | Тамилла Дагестанлы, Алим Рза-Заде                         |
| аниматоры            | Динара Сеидова, Вахид Талыбов, Рауф Дадашев, Адольф Педан |
| оператор             | Александр Милов, Рамиз Агаев                              |
| композитор           | Али Бабаев                                                |
| звукооператор        | Алиф Нуриев                                               |
| роли озвучивали      | Эмир Тагиев                                               |